# Ham-les-Moines
Ham-les-Moines é uma comuna francesa na região administrativa de Grande Leste, no departamento Ardenas. Estende-se por uma área de 3,12 km². Em 2010 a comuna tinha 377 habitantes (densidade: 120,8 hab./km²).